# Fuck the Facts
Fuck the Facts é uma banda canadense de grindcore formada por Topon Das em 1997, mas que manteve-se inativa até 1999. Após várias gravações, incluindo fitas compartilhadas com outras bandas como S.M.E.S. e a polonesa de death metal Masectomia, a banda começou a desenvolver a carreira no grindcore. Em 2000 foi gravado o primeiro álbum, Discoing the Dead.

## Integrantes

### Formação atual
- Topon Das - guitarra e vocal
- Mel Mongeon - vocal
- Mathieu "Vil" Vilandré - bateria
- Steve Chartier - baixo

### Ex-integrantes
- Shomir Das - baixo
- Brent Christoff - vocal
- Tim Audette - guitarra
- Matt Connell - bateria
- Dave Menard - guitarra
- Marc-André Mongeon - baixo
- Tim Olsen - bateria